# ورقاء بنت ينتان الفاسية
ورقاء بنت ينتان الفاسية وتعرف كذلك بـ ورقاء بنت ينتان الْحَاجة هي أديبة وشاعرة صالحة من أهل مدينة طليطلة بالأندلس، أصلها من أمازيغ المغرب، انتقلت إلى مدينة فاس وسكنت بها عهد المرابطين.

## حياتها
قامت برحلة إلى المشرق أدت خلالها فريضة الحج. وقال عنها ابن الأبار:
| ورقاء بنت ينتان الفاسية | كَانَت أديبة، شاعرة، صَالِحَة، حافظة لِلْقُرْآنِ، بارعة الْخط | ورقاء بنت ينتان الفاسية |

وذكر أبو عباس أحمد بن فرتون الفاسي في كتاب «الذيل لتاريخ ابن بشكوال» أنه كانت على صلة بأسرته بفاس حيث قال:
| ورقاء بنت ينتان الفاسية | كانت في دار جد أبي للأم إلى أن توفيت بعد عام أربعين و خمسمائة ووقفت على خطها. | ورقاء بنت ينتان الفاسية |

توفيت بعد سنة 540هـ/1145م.